# Pedregal (David)
Pedregal es un corregimiento o poblado del distrito de David en la provincia de Chiriquí, República de Panamá. Con 17.516 habitantes (2010).